# Thievy Bifouma
Thievy Guivane Bifouma Koulossa (* 13. Mai 1992 in Saint-Denis, Frankreich), genannt Thievy Bifouma oder einfach nur Thievy, ist ein kongolesischer Fußballspieler, der beim griechischen Erstligisten AE Kifisia unter Vertrag steht.

## Karriere

### Verein
Bifouma kam 2010 im Alter von 17 Jahren nach Spanien und verbrachte seine Jugendzeit in der Amateurmannschaft von Espanyol Barcelona. Anfang des = 2011 wurde er in die Profimannschaft berufen, für die er sein erstes Spiel am 13. März 2011 bestritt, als er in der 86. Minute gegen Deportivo La Coruña für Joan Verdú eingewechselt wurde. Sein erstes Tor für Espanyol erzielte Bifouma am 17. Spieltag der Saison 2011/12 beim 2:1-Auswärtssieg gegen Sporting Gijón.
In der Saison 2012/13 wurde Bifouma an den Zweitligisten UD Las Palmas ausgeliehen, bei dem er mit 38 Einsätzen und zwölf Toren am Erreichen der Aufstiegsspiele zur Primera División beteiligt war. Zur Saison 2013/14 kehrte Bifouma nach Barcelona zurück und erzielte in den ersten zwei Ligaspielen zwei Tore. Sein Vertrag lief bis 2017.
Im Januar 2017 wechselte Bifouma zum türkischen Erstligisten Osmanlıspor FK. Gegen Ende der Sommertransferperiode 2017 wurde er innerhalb der Süper Lig vom Aufsteiger Sivasspor verpflichtet. Für Sivasspor erzielte Bifouma in 28 Spielen sechs Tore. Im Sommer 2018 wechselte er zum Aufsteiger MKE Ankaragücü und spielte dort bis 2019. Anfang 2019 stand er in der neu aufgestiegenen türkischen Mannschaft Yeni Malatyaspor in Süper Lig unter Vertrag. Anderthalb Jahre später ging er weiter nach China und spielte dort für den FC Shenzhen sowie Heilongjiang Ice City. 
Von Februar bis September 2022 war Bifouma dann erneut in der Türkei für Zweitligist Bursaspor aktiv. Dann folgte der Wechsel zum griechischen Erstligisten OFI Kreta und seit dem Sommer 2023 spielt er für dessen Ligarivalen AE Kifisia.

### Nationalmannschaft
Wegen seiner doppelten Staatsbürgerschaft spielte Bifouma erst von 2011 bis 2013 für diverse französische Jugendauswahlen, ehe er am 2. August 2014 in der Afrika-Cup-Qualifikation gegen Ruanda (3:0) sein Debüt für die A-Nationalmannschaft des Kongos gab. Mittlerweile absolvierte der Stürmer dort 38 Länderspiele und ist mit 15 Treffern auch aktueller Rekordtorschütze des Landes. 